# Арнольд, Георг Даниэль
Иоганн Георг Даниэль Арнольд (нем. Johann Georg Daniel Arnold; 18 февраля 1780, Страсбург — 18 февраля 1829, там же) — немецкий правовед, поэт, писатель
, драматург, педагог, профессор, доктор литературы и права, декан юридического факультета Страсбургского университета.

## Биография
Родился в Эльзасе в семье мастера-бондаря. Его мать умерла очень рано. Во время Французской революции семья обеднела; с 1795 года Георг работал клерком в военном ведомстве департамента Нижний Рейн. В 1798 году поступил в так называемую Протестантскую академию в Страсбурге — своего рода частный университет, основанный Иоганном Швайгхойзером, Христофором Вильгельмом Кохом, Жаном Фредериком Оберленом и другими.
С 1801 по 1803 год изучал право и историю в Гёттингенском университете. Позже совершил ознакомительную поездку в Берлин, Гамбург и Дрезден. На обратном пути в Страсбург посетил Фридриха Шиллера в Йене и Иоганна Вольфганга фон Гёте в Веймаре. В 1804 году отправился в поездку по Италии через Женеву, Милан, Геную и Флоренцию в Рим, затем в Неаполь, Венецию, Турин и Париж.
В апреле 1806 года был назначен профессором гражданского права в Кобленцком университете (профессором гражданского кодекса в Кобленцкой школе права). В 1809 году был приглашён в Страсбургский университет. Сначала занял кафедру истории, а в 1811 году стал профессором римского права.
Член руководства Аугсбургского исповедания.
Как учёный, издал научно-юридическое сочинение на латыни о Гражданском кодексе Наполеона «Elementa juris civilis Justinianei cum Codice Napoleoneo et reliquis legum codicibus collata» (Страсбург и Париж, 1812); среди поэтов, писавших на Эльзасском диалекте, он один из выдающихся благодаря своей комедии «Der Pfingstmontag» (Страсбург, 1816; 2-е изд., 1850). Эта комедия, написанная александрийским размером и большею частью страсбургским наречием, имеет, по выражению Гёте, «мало себе подобных, как в отношении ясности и полноты воззрений, так и по остроумному изображению бесконечных подробностей».
Считается автором первой пьесы на эльзасском диалекте.
Умер от инсульта в Страсбурге.

## Избранные сочинения
- Idées sur les ameliorations don serait susceptible le plan d’enseignement suivi par les facultés de droit, 1809
- Der Pfingstmontag. Lustspiel in Strassburger Mundart in fuenf Aufzuegen und in Versen. Nebst einem die eigenthuemlichen einheimischen Ausdruecke erklaerenden Wœrterbuche, (пятиактная комедия, 1816)
- Gedichte (поэма, 2001)